# 視聯中國
視聯中國，前身是21CN，为中国电信全资子公司，于1999年2月8日正式开通，当年跃居CNNIC的前十名，是中国最早的门户网站及互联网服务提供商之一，曾位列中国门户网站的第四位，2009年是华南地区最大的门户网站。2013年3月15日，21CN推出消費者投訴平台聚投訴。